# Глазуненко Степан Олександрович
Глазуненко Степан Олександрович  (справжнє прізвище Глазунов; 23 грудня 1869, Куп'янськ — 19 січня 1934, Краснодар) — український актор, антрепренер та режисер.

## Біографія
Працював в театрах Г. Й. Деркача — 1893 був з гастролями у Парижі, Марка Кропивницького — розпочав 1888 року; ролі у виставах:
- Іван Непокритий («Дай серцю волю, заведе в неволю» Кропивницького),
- Афанасій Іванович («Сорочинський ярмарок» Старицького за Гоголем),
- Микола («Наталка Полтавка» Котляревського),
- (Лимерівна, «За двома зайцями»);
- постановки (Галька, «Ревізор»).

У 1900—1917 роках утримував власну трупу.
З трупами виступав на території сучасної України, в Криму, Північному Кавказі.